# جون غراهام (سياسي)
جون غراهام هو سياسي كندي، ولد في 9 مارس 1864 في المملكة المتحدة، وتوفي في 7 نوفمبر 1951 في كندا. انتخب member of the Legislative Assembly of Manitoba ‏ (1914 – 1920).